# Сассо (кардинал)
Сассо (Sasso, также известный как Saxo, Saxonis, Sassone dei Conti di Segni, Sasso Conti di Segni, Sasso de' Segni) — католический церковный деятель XII века. На консистории 1117 года был провозглашен кардиналом-священником с титулом церкви Санто-Стефано-аль-Монте-Челио. Участвовал в выборах папы 1118 (Геласий II), 1124 (Гонорий II) и 1130 (антипапа Анаклет II) годов.